# Itamar de Santiago Espíndola
Itamar de Santiago Espíndola (Fortaleza, 13 de agosto de 1917 — Fortaleza, 13 de agosto de 1992) foi um advogado, escritor, brasileiro.

## Biografia
Era filho de José Eduardo Espíndola e Creusa de Santiago Espíndola, nasceu em 1917, na cidade de Fortaleza, Capital do Ceará. Foi advogado, polígrafo, taquígrafo (da Assembleia Legislativa do Ceará), hipnólogo, pesquisador, procurador jurídico do INSS, consultor jurídico da arquidiocese de Fortaleza, do Centro Médico Cearense, da Associação Cearense de Imprensa (ACI) e da Sociedade Cearense de Assistência aos Lázaros, Membro da Academia Cearense de Letras, além de ter sido presidente da Seção da Ordem dos Advogados do Brasil no Ceará, o Instituto dos Advogados do Ceará, o Clube do Advogado do Ceará e a Academia Cearense da Língua Portuguesa. Destacou-se como estudioso da "Lei do Inquilinato", compondo uma vasta produção jurídica. Em 2013, os advogados Bernadete Espíndola Siebra, Adriano Espíndola Santos e Cristiano Espíndola Siebra inauguraram o escritório Itamar Espíndola Advogados Associados, tendo a área do Direito Imobiliário como principal área de atuação.

## Obras

### Jurídicas
- Notificação premonitória para despejo do inquilino
- Renúncia de Estabilidade
- Autarquias e as acumulações remuneradas
- Inquilinato
- Aluguel, Tributos e Encargos na Locação de Imóveis
- Liberação do aluguel na Locação de Imóveis
- Arbitramento do Aluguel e a Lei 4.864
- Locação não-Residenciais
- Regime do Inquilinato
- Alterações da Lei do Inquilinato
- Denúncia por Desconvir a Locação de Imóvel

### Históricas
- Advogados de 1928
- Advogados Santos[4]

### Folclórica
- Advinhando, aprendendo e divertindo-se

## Homenagens
Após sua morte, o jurista cearense recebeu, dentre inúmeras homenagens, Troféu e Medalha Clóvis Beviláqua, outorgados pela OAB/CE, em Julho de 1992. Através do Projeto de Lei, de autoria do Vereador Carlos Régis Benevides, aprovado pela Câmera Municipal de Fortaleza, seu nome foi dado a uma rua da cidade de Fortaleza no bairro Sapiranga. A designação eponímica também figura numa ala do Fórum Clóvis Beviláqua e no Juizado Especial Cível e Crminal.